# اوزو موریرا
اوزو موریرا (انگلیسی: Ozu Moreira؛ زادهٔ ۲۱ ژانویهٔ ۱۹۸۶) بازیکن فوتبال اهل برزیل است.
وی همچنین در تیم ملی فوتبال ساحلی ژاپن بازی کرده‌است.